# Pachydactylus barnardi
Pachydactylus barnardi är en ödleart som beskrevs av  Vivian William Maynard Fitzsimons 1941. Pachydactylus barnardi ingår i släktet Pachydactylus och familjen geckoödlor. Inga underarter finns listade i Catalogue of Life.